# Death Parade
Death Parade (デス・パレード, Desu Parēdo) est une série d'animation japonaise produite par le studio Madhouse et réalisée par Yuzuru Tachikawa, diffusée entre janvier et mars 2015. Elle reprend l'univers du court métrage Death Billiards (デス・ビリヤード, Desu Biriyādo) produit par le même studio en 2013.

## Synopsis
L'histoire consiste en la succession de deux individus, se réveillant dans un bar à l'ambiance sombre, sans se douter qu'ils ont été plongés dans un jeu mortel. Le barman, Decim, et son assistante, leur expliquent qu'ils devront s'affronter dans un jeu de bar, jouant ainsi leurs vies afin de comprendre les circonstances de leur présence. Toutefois, les événements ne se déroulent pas comme prévus.

## Personnages

### Personnages principaux
Decim (デキム, Dekimu)
Barman du Quindecim, il supervise et arbitre les jeux de mort. Il aime faire des mannequins qui ressemblent aux invités qu'il a jugés par le passé, afin de se souvenir d'eux, car sa mémoire s'efface au bout d'un certain temps. Il semble qu'il n'ait et ne comprenne aucune émotion humaine. Cependant, au fur et à mesure de ses jugements en compagnie de Chiyuki, il réalisera que la meilleure façon de parfaire son travail est de ressentir lui aussi des émotions humaines. Il possède un pouvoir : il peut faire apparaître des sortes de ficelles incassables.
Chiyuki (知幸, Chiyuki)/ La femme aux cheveux noirs (黒髪の女, Kurokami no Onna)
Arrivée au Quidecim en se souvenant de sa mort, Nona a effacé sa mémoire et en a fait l'assistante de Decim après qu'il a été incapable de la juger. Elle apprendra à Decim à ressentir des émotions humaines au travers de ses jugements.
Elle finira par se souvenir de son nom et des conditions de sa mort dans l'épisode 10.
Nona (ノーナ, Nōna)
Arbitre et supérieure de Decim, elle met parfois au défi les arbitres. Elle se pose beaucoup de questions sur le rôle véritable des arbitres. Son rêve serait de voir comment un arbitre ayant des sentiments humains jugerait les morts. Chef des arbitres depuis 82 ans, elle aime jouer au billard avec Oculus.
Ginti (ギンティ, Ginti)
Barman au bar Viginti, il arbitre également des jeux de mort. Il est devenu arbitre en même temps que Decim. Il a un chat gris-noir, Memine.
Clavice (クラヴィス, Kuravisu)
Liftier toujours souriant, il a l'air de s'entendre avec tout le monde. C'est en regardant ses souvenirs qu'Oculus apprendra le plan de Nona consistant à créer des arbitres dotés de sentiments humains.
Quin (クイーン, Kuin)
Actuellement au bureau des informations, elle gère et rassemble la mémoire des morts sous forme d'un puzzle afin de l'envoyer aux arbitres. Elle était barmaid au Quindecim avant que Decim ne la remplace. Elle aime beaucoup l'alcool.
Castra (カストラ, Kasutora)
Elle supervise les décès à travers le monde et décide quelles âmes sont envoyées aux arbitres grâce à une sucette ressemblant à la Terre.
Oculus (オクルス, Okurusu)
Supposément un Dieu, il passe son temps libre à jouer au billard avec Nona. Sa barbe agit comme une fleur, éclot ou flétrit selon ses émotions. Il peut aussi regarder les souvenirs de ses collègues avec.

### Joueurs
Homme (男, Otoko)
Elderly Man (老人, Rōjin)
Takashi (たかし)
Machiko (真智子)
Shigeru Miura (三浦しげる, Miura Shigeru)
Mai Takada (高田舞, Takada Mai)
Chisato Miyazaki (みやざきちさと, Miyazaki Chisato)
Misaki Tachibana (橘みさき, Tachibana Misaki)
Yousuke Tateishi (立石洋介, Tateishi Yousuke)
Mayu Arita (有田マユ, Arita Mayu)
Harada (原田)
Shimada (島田)
Tatsumi (辰巳)
Sachiko Uemura (上村幸子, Uemura Sachiko)

## Film d'animation
Le film d'animation Death Billiards est produit par le studio Madhouse dans le cadre du Anime Mirai 2013 du Young Animator Training Project. Le film est retenu au côté de production des studios Gonzo, Trigger et Zexcs,. Le film est diffusé dans quatorze salles japonaises le 2 mars 2013.

## Série d'animation
La production de la série télévisée Death Parade basée sur le film Death Billiards est annoncée en octobre 2014. Celle-ci est toujours produite au sein du studio Madhouse avec Yuzuru Tachikawa à la réalisation. Elle est diffusée initialement sur NTV à partir du 9 janvier 2015. Dans les pays francophones, la série est diffusée en streaming par Anime Digital Network et en DVD chez Kazé.

### Liste des épisodes
| No | Titre de l’épisode en français | Titre original de l’épisode                 | Date de 1re diffusion |
| -- | ------------------------------ | ------------------------------------------- | --------------------- |
| 1  | Sept fléchettes mortelles      | デス・セブンダーツ Desu sebun dātsu         | 9 janvier 2015        |
| 2  | La mort, vue de l'autre côté   | デス・リバース Desu ribāsu                  | 16 janvier 2015       |
| 3  | Balade roulante                | ローリング・バラード Rōringu barādo         | 23 janvier 2015       |
| 4  | Jeu d'arcade mortel            | デス・アーケード Desu ākēdo                 | 30 janvier 2015       |
| 5  | Marche de la mort              | デス・マーチ Desu māchi                     | 6 février 2015        |
| 6  | Cross Heart Attack             | クロス・ハート・アタック Kurosu hāto atakku | 13 février 2015       |
| 7  | Poison alcoolique              | アルコール・ポイズン Arukōru poizun         | 20 février 2015       |
| 8  | Échanges mortels               | デス・ラリー Desu rarī                      | 27 février 2015       |
| 9  | Contre mortel                  | デス・カウンター Desu kauntā                | 6 mars 2015           |
| 10 | Conteur                        | ストーリー・テラー Sutōrī terā              | 13 mars 2015          |
| 11 | Memento Mori                   | メメント・モリ Memento Mori                 | 20 mars 2015          |
| 12 | Tournée suicide                | スーサイド・ツアー Sūsaido Tsuā             | 27 mars 2015          |

### Musique
| Générique | Épisodes | Début  | Début   | Fin          | Fin       |
| Générique | Épisodes | Titre  | Artiste | Titre        | Artiste   |
| --------- | -------- | ------ | ------- | ------------ | --------- |
| 1         | 1 – 12   | Flyers | BRADIO  | Last Theater | NoisyCell |

### Doublage[7]
| Personnages      | Voix japonaises                                | Voix françaises    |
| ---------------- | ---------------------------------------------- | ------------------ |
| Chiyuki          | Asami Seto                                     | Dany Benedito      |
| Decim            | Tomoaki Maeno                                  | Marc Wilhelm       |
| Nona             | Rumi Okubo                                     | Sandra Vaudroux    |
| Misaki Tachibana | Yuriko Yamaguchi                               | Sandra Vaudroux    |
| Ginti            | Yoshimasa Hosoya                               | Pascal Gimenez     |
| Castra           | Ryoka Yuzuki                                   | Emilie Charbonnier |
| Mai Takada       | Yuna Taniguchi                                 | Emilie Charbonnier |
| Occulus          | Tesshō Genda                                   | Julien Dutel       |
| Yousuke Tateishi | Masakazu Morita                                | Julien Dutel       |
| Quin             | Ryoko Shiraishi                                | Justine Hostekint  |
| Chisato Miyasaki | Mao Ichimichi (adulte) Marie Hatanaka (enfant) | Justine Hostekint  |
| Mayu Arita       | Atsumi Tanezaki                                | Karl-Line Heller   |
| Mère de Chiyuki  | Miki Itō                                       | Karl-Line Heller   |
| Clavis           | Kouki Uchiyama                                 | Michaël Maino      |
| Harada           | Mamoru Miyano                                  | Michaël Maino      |
| Sachiko Uemura   | Ikuko Tani                                     | Anny Vogel         |
| Novem            | Shōta Yamamoto                                 | Damien Laquet      |
| Takashi          | Kazuya Nakai                                   | Damien Laquet      |
| Machiko          | Ayako Kawasumi                                 | Emmanuelle Lambray |
| Tatsumi          | Keiji Fujiwara                                 | Jean-Marc Galera   |
| Shigeru Miura    | Junji Majima (adulte) Lynn (enfant)            | Julien Rampon      |
| Shimada          | Takahiro Sakurai                               | Sébastien Mortamet |